# Epitonium clathratulum
Epitonium clathratulum är en snäckart som först beskrevs av Kanmacher 1798.  Epitonium clathratulum ingår i släktet Epitonium och familjen vindeltrappsnäckor. Enligt den svenska rödlistan är arten otillräckligt studerad i Sverige. Arten förekommer i Götaland. Artens livsmiljö är havet. Inga underarter finns listade i Catalogue of Life.